# Borough de Northwest Arctic
El borough de Northwest Arctic (en inglés: Northwest Arctic Borough), fundado en 1986, es uno de los 19 boroughs del estado estadounidense de Alaska. En el año 2020, el borough tenía una población de 7,793 habitantes y una densidad poblacional de 0,084 hab. por km². La sede del borough es Kotzebue.

## Geografía
Según la Oficina del Censo, el condado tiene un área total de 105 573 km² (40 761,8 mi²), de la cual 92 976 km² (35 898,1 mi²) es tierra y 12 597 km² (4863,7 mi²) (11.93%) es agua.

### Boroughs adyacentes
- Borough de North Slope - norte
- Área censal de Yukon-Koyukuk - este
- Área censal de Nome - sur

## Demografía
Según el censo de 2020, había 7,793 personas, 2,744 hogares y 1,817 familias residiendo en la localidad. La densidad de población era de 0,084 hab./km². El 10,0% de los habitantes eran blancos, el 1,6% afroamericanos, el 80,7% amerindios, el 1,0% asiáticos, el 0,02% isleños del Pacífico y el 6,5% pertenecía a dos o más razas. El 2,3% de la población eran hispanos o latinos de cualquier raza.

## Localidades
| - Ambler - Buckland - Deering - Kiana - Kivalina - Kobuk - Kotzebue - Noatak - Noorvik - Red Dog Mine - Selawik - Shungnak |